# Пурачет Тодсаніт
Пурачет Тодсаніт (тай. ปุรเชษฐ์ ทอดสนิท, нар. 9 травня 2001) — таїландський футболіст, що грає на позиції півзахисника в клубі «Муанг Тонг Юнайтед» та національній збірній Таїланду.

## Клубна кар'єра
Пурачет Тодсаніт розпочав виступи у професійному футболі в 2021 році в складі команди «Муанг Тонг Юнайтед», у якій грає більшу частину своєї кар'єри гравця, крім періоду оренди в клубі «Банг Па-ін Аюттхая» в 2021 році. У складі «Муанг Тонг Юнайтед» футболіст зіграв 17 матчів, у яких відзначився 1 забитим м'ячем.

## Виступи за збірну
У 2019—2020 роках Пурачет Тодсаніт залучався до складу юнацької збірної Таїланду. З 2022 року футболіст грає у складі молодіжної збірної Таїланду, у посиленому складі молодіжної збірної брав участь у футбольному турнірі Азійських ігор 2022 року. У 2023 році Пурачет дебютував у складі [Збірна Таїланду з футболу|національної збірної Таїланду]] в матчі зі збірною Грузії.